# 港に灯がともる
『港に灯がともる』（みなとにひがともる）は、2025年1月17日に全国公開された日本映画。監督・脚本は安達もじり、主演は富田望生。第37回東京国際映画祭Cinema Now部門出品。

## 制作
2024年1月17日、本映画が安達もじり監督により制作される事が発表された。全国公開日は阪神・淡路大震災から30年となる2025年1月17日である。
主題歌「ちょっと話を聞いて」THE HARBOR LIGHTSの作詞は富田望生が担当。

## キャスト
- 金子灯：富田望生
- 金子美悠：伊藤万理華
- 金子滉一：青木柚
- 綾部寿美花：山之内すず
- 桃生紀枝：中川わさ美
- グエン・ヴァン・フォン：MC NAM
- 林洋太：田村健太郎
- 平良夕：土村芳
- 富川和泉：渡辺真起子
- 青山勝智：山中崇
- 金子栄美子：麻生祐未
- 金子一雄：甲本雅裕

## スタッフ
- 監督：安達もじり
- 脚本：安達もじり、川島天見
- 音楽：世武裕子
- 製作：ミナトスタジオ
- エグゼクティブプロデューサー：大角正
- 取材：京田光広
- プロデューサー：城谷厚司、堀之内礼二郎、安成洋
- アソシエイトプロデューサー：京田光広、坪内孝典
- 監督補：松岡一史
- 美術：石村嘉孝
- 撮影：関照男
- 照明：大西弘憲
- 録音・整音：高木創(J.S.A.)
- 音響効果：荒川きよし
- 制作担当：姜勇気
- 記録：木本裕美
- 編集：安澤優弥
- 美術プロデューサー：坂口大吾
- 衣装：横山智和
- ヘアメイク：野村雅美
- 持道具：荒木功
- 装飾：田村正之
- 写真：平野愛
- 特別協力：全国映画センター
- 配給：太秦